# Замфир, Кристина
Кристина Флорина Замфир (рум. Cristina Florina Zamfir, род. 29 сентября 1989 года в Слатине) — румынская гандболистка, левый полусредний клуба «Крайова»и сборной Румынии.

## Биография
Кристина родилась 29 сентября 1989 года в городе Слатина. У неё есть старшая сестра Мэдэлина. Окончила факультет физической культуры и спорта в  Университете Крайова.
Училась в 11-й Слатинской школе, увлекалась рисованием и танцами, но вскоре занялась гандболом: в 4-м классе преподаватель физкультуры Дэбуляну проводил набор в команду, и Кристина решила попробовать свои силы. Изначально она была вратарём, защищая 4-метровые ворота. Позднее она перешла в 5-ю школу, где стала заниматься под руководством преподавателя Тешиляну. Адаптация шла нелегко: во время тренировки однажды Кристине попали мячом в лицо, и она от жуткой боли даже расплакалась.
Кристина стала частью поколения игроков «Слатины», отличавшихся невиданным мастерством, и попала в Чемпионат Румынии в состав основной команды. По её словам, в то время опытных игроков в команде почти не было, но была череда травм. Сыграть хотя бы один полный матч и довести его до победы или ничьи у команды не получалось. В сезоне 2009/2010 она перешла в команду «Томис» из Констанцы и завоевала бронзовую медаль чемпионата Румынии, попав в Кубок обладателей кубков. Команда, которая ставила своей целью попасть в первую пятёрку, некоторое время была на 10-й позиции, но успела выкарабкаться. Кристина тепло отзывается о клубе.
С 2011 года Кристина выступает за клуб «Корона» из Брашова под руководством Марианы Тыркэ. В сборной Румынии в шести играх она забила 12 голов.